# (401) Otilia
(401) Otilia es un asteroide perteneciente al cinturón exterior de asteroides descubierto el 16 de marzo de 1895 por Maximilian Franz Wolf desde el observatorio de Heidelberg-Königstuhl, Alemania.
Está nombrado por Odilia de Alsacia, un personaje de las leyendas germánicas.